# Friedrich-Wilhelm Henning
Pour les articles homonymes, voir Henning.
Friedrich-Wilhelm Henning, né le 22 mars 1931 à Könnern (Saxe-Anhalt) et mort le 14 décembre 2008 à Heimerzheim (Rhénanie-du-Nord-Westphalie), est un historien allemand, étudiant l'histoire économique et sociale.